# 8927 Ryojiro
8927 Ryojiro (1996 YT) là một tiểu hành tinh vành đai chính được phát hiện ngày 20 tháng 12 năm 1996 bởi T. Kobayashi ở Oizumi.